# 오노촌 (이시카와현)
오노촌(大野村)은 이시카와현 이시카와군에 설치되었던 촌이다. 현재의 가나자와시에 해당한다.